# Plagiatul Zola-Bibescu
Plagiatul Zola-Bibescu este un articol scris de Ion Luca Caragiale. A apărut la 6 mai 1893 în numărul patru al revistei Epoca literară. A fost repulicată în Opere, IV, în 1932, la Addenda. Caragiale exprimă puțina simpatie față de „naturalistul” Emile Zola, al cărui roman La Débâcle descrie dezastrul militar francez din 1870. Zola s-a folosit printre alte materiale și de cartea prințului George Bibescu: „o eminentă operă personală”. 